# Lapeyrère-Bucht
Die Lapeyrère-Bucht (französisch Baie Boué de Lapeyrère) ist eine Bucht an der Nordostküste der Anvers-Insel im Palmer-Archipel. Sie ist 11 km lang, 3 km breit und liegt nördlich der Gourdon-Halbinsel.
Die Bucht wurde bei der Antarktisexpedition auf der Groenland (1873–1874) unter der Leitung des deutschen Polarforschers Eduard Dallmann grob kartiert. Eine erneute Kartierung nahm Jean-Baptiste Charcot bei der Vierten Französischen Antarktisexpedition (1903–1905) vor. Charcot benannte die Bucht nach dem französischen Konteradmiral Auguste Boué de Lapeyrère (1852–1924).